# Conus cerutti
Conus cerutti é uma espécie de gastrópode do gênero Conus, pertencente à família Conidae.